# Писмо мајци
Писмо мајци (рус. Письмо матери) је песма познатог руског песника Сергеја Александровича Јесењина. Ова песма говори о песниковој љубави према мајци и завичају. Песма је написана 1924. године.